# Кальви, Паоло Баттиста Джудиче
Паоло Баттиста Джудиче Кальви (итал. Paolo Battista Giudice Calvi; Генуя, 1490 — Генуя, 1561) — дож Генуэзской республики.

## Биография
Выходец из Генуи, родился около 1490 года. Его семья занималась торговлей, но молодой Паоло Баттиста решил посвятить свою жизнь военной карьере. Его имя фигурирует в числе морских офицеров, участвовавших в событиях, связанных с восстановлением генуэзской независимости в 1528 году. Позже он был упомянут в числе послов Генуи, присутствовавших на встрече в Болонье между папой Климентом VII и императором Карлом V.
Кальви был избран дожем Генуи 4 января 1561 года, став 62-м дожем в истории республики.
Его правление длилось лишь немногим более восьми месяцев: Кальви стал вторым дожем, который умер до завершения своего мандата, наряду с Пьетро Джованни Кьявика Чибо в 1558 году. От тяжелой болезни дож умер 27 сентября 1561 года. Его тело было похоронено в семейной часовне в базилике Сантиссима-Аннунциата-дель-Васто.